# Début de l'aviation dans la Creuse
C'est le 21 novembre 1783 que les aéronautes Pilâtre de Rozier et d'Arlandes décollent des jardins du château de la Muette, à Paris, avec leur montgolfière qui ira se poser à la Butte-aux-Cailles. Plus tard, la Creuse sera survolée par des ballons dirigeables... Mais la conquête du ciel passera par l'avion et plusieurs Creusois y prendront part.

## Les aviateurs creusois
- François Denhaut est né le 19 décembre 1877 à Champagnat, près d'Aubusson et décédé à Bellegarde-en-Marche en 1952. Cet ingénieur, ancien maçon de la Creuse, est reconnu comme l'un des inventeurs des hydravions à coque flottante. Dans les années 1920, il sera le concepteur du Bellanger-Denhaut BD-22.Jules Védrines

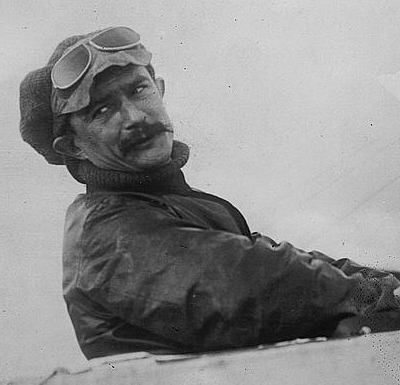
Jules Védrines

- Jules Védrines[1] était marié à une Bussiéroise, née Amélie Mélanie Noémie Lejeune, du Hameau dit "Le Mont", commune de Bussière-Dunoise. Il a eu de cette union quatre enfants : Jeanne, Henri, Suzanne et Emile. Henri devint député dans le département de l’Allier. En 1911 Jules Védrines a atterri à Bussière à bord de son Morane-Borel alors qu’il participait au rallye aérien Paris-Pau, en partie à cause du brouillard mais aussi pour voir sa famille. Une stèle a été érigée à l'endroit même où Védrines a atterri. Celle-ci représente une aile du Morane. En son centre, le visage stylisé et évidé de Védrines laisse voir au travers la bourgade de Bussière-Dunoise, une partie du moteur et une demi-hélice.
Il reçut la Légion d'honneur après avoir "cassé du bois" et pour lui ce fut comme un échec de la recevoir sur son lit d'hôpital alors qu'il avait réussi tant d'autres choses sans la recevoir à ce moment-là.

- Le colonel Armand Coutisson[2], pilote de l'armée de l'air, né à Beaulieu-sur-Loire dans le département du Loiret, est issu d'une famille de Bourganeuf[3]. Il est décédé le 15 avril 1945 au camp de Langenstein-Zwieberge près de Buchenwald.

| Armand Louis Joseph Coutisson (brevet n°310), alors lieutenant de l'escadrille N14, puis de la VB105, était parti de Saint-Pol-sur-Mer et a dû faire un atterrissage forcé en Hollande le 3 février 1915. Il était accompagné d'André d'Humières, aviateur français qui venait du 27e Dragons. La Hollande étant alors un pays neutre, ils furent internés d'abord au fort de Wierickerschans de Bodegraven, puis, après plusieurs tentatives d'évasion, dans l'île hollandaise d'Urk (Flevoland) (dans ce camp d'officiers belges, anglais et français où ils avaient rejoint l'officier-interprète français Chauvin attaché à la Royal Naval Division). Là, ils tentèrent des évasions par deux tunnels avec l'aide du commandant Arthur Romain, professeur à l'Ecole Militaire de Bruxelles et ami du général Leman. Ces tentatives d'évasion étaient dignes du film "La Grande Évasion" et un expert hollandais avait admiré le travail exécuté, découvert à la suite d'une dénonciation venue de l'extérieur. Le lieutenant Coutisson a été cité à l'ordre du jour de l'armée. |

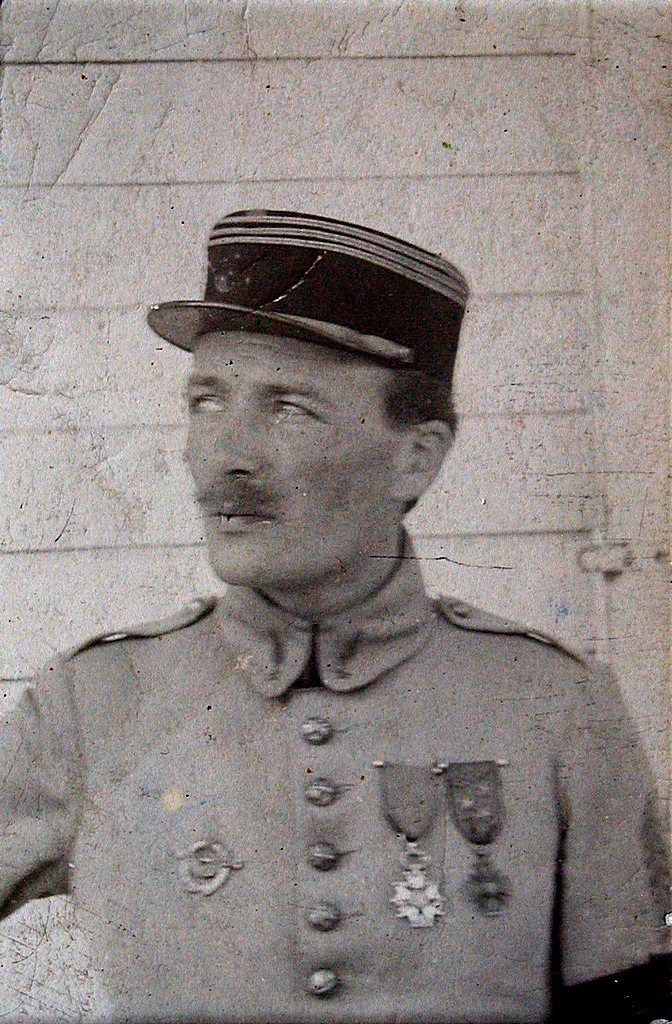
Paul Fressanges du Bost

- Paul Fressanges du Bost est un aviateur de la Première Guerre mondiale. Ses origines familiales sont, pour partie, creusoises et se trouvent au château du Bost, à Magnat-l'Étrange.

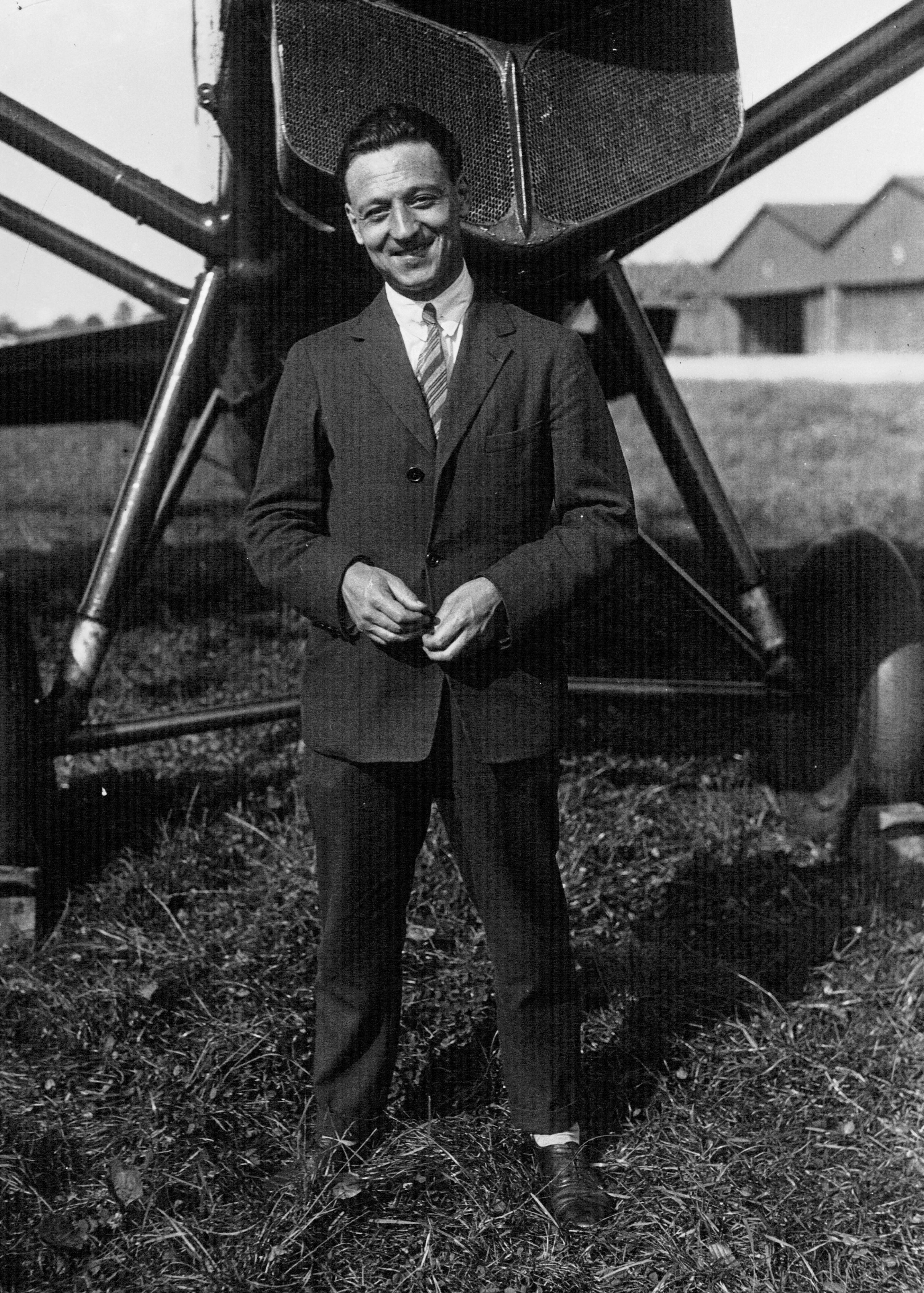
Lionel de Marmier

- Lionel de Marmier est né à Bellegarde-en-Marche[6], le 4 décembre 1897. Lionel de Marmier Mobilisé en 1916, à l'âge de 18 ans pour servir dans l'aviation, il atteint le rang d'As de la Première Guerre mondiale avec six victoires aériennes homologuées, plus trois non homologuées. Il est ensuite pilote d'essai chez Nieuport, pilote de ligne à la Compagnie Franco-roumaine de Navigation Aérienne puis pilote d'essai chez Potez. Il œuvre aussi à l’Aéropostale de 1930 à 1933. En 1934, il est nommé inspecteur des lignes puis est affecté comme chef pilote d'essais à la direction générale d'Air France, chargé de la réception des nouveaux matériels. De 1936 à 1938, Marmier prend une part active à la Guerre d'Espagne, aux côtés des Républicains espagnols pour lesquels il transporte du personnel et livre du matériel et des vivres. Il remporte trois nouvelles victoires aériennes au cours de la Seconde Guerre mondiale, en abattant deux avions allemands au-dessus de Villacoublay, puis un troisième quelques jours plus tard à Étampes. Fondateur du Groupe de bombardement « Lorraine », prestigieuse unité des Forces aériennes françaises libres, Lionel de Marmier trouve la mort en plein ciel le 30 décembre 1944.

### Meetings aériens
- Entre 1911 et 1913, des meetings ont été organisés à Aubusson, Boussac et Bellegarde-en-Marche.
- Le meeting des 11 et 12 mai 1913 eut lieu à Guéret et comptait des participants tels que Landry, Georges Legagneux, Madame Pallier et, en pilote vedette, Védrines. À l'issue du meeting, Madame Pallier et Védrines animèrent une conférence consacrée à l'aviation.

### Aérodromes creusois
- La Souterraine : Verdier et Guyot sont deux constructeurs d'avions installés sur l'aérodrome de La Souterraine, au début du XXe siècle. Ils participèrent au début de l'aviation dans la Creuse. Guyot possédait une fabrique de machines-outils. Passionné par l'aviation, il construit, entre 1909 et 1912, trois aéroplanes.

- Aéroport de Montluçon Guéret : situé en Creuse, à Lépaud, entre Montluçon et Guéret, c'est un petit aéroport.

- Saint-Laurent : petit aérodrome creusois qui regroupe plusieurs associations.

### Un ingénieur creusois
- Jean-Charles Parot, né à Mainsat († 1994), est un ingénieur creusois qui s'est distingué dans l'aéronautique. Le 9 mai 1950, à Orléans-Bricy, l'appareil expérimental SO-M2 conçu par Jean-Charles Parot effectuera un vol à 1 000 km/h avec, aux commandes, le pilote Daniel Rastel. Parot sera également le "père" du SO-4050 Vautour.